# TIA1
TIA1 (англ. TIA1 cytotoxic granule associated RNA binding protein) – білок, який кодується однойменним геном, розташованим у людей на короткому плечі 2-ї хромосоми.  Довжина поліпептидного ланцюга білка становить 386 амінокислот, а молекулярна маса — 42 963.
| 10         |  | 20         |  | 30         |  | 40         |  | 50         |
| ---------- |  | ---------- |  | ---------- |  | ---------- |  | ---------- |
| MEDEMPKTLY |  | VGNLSRDVTE |  | ALILQLFSQI |  | GPCKNCKMIM |  | DTAGNDPYCF |
| VEFHEHRHAA |  | AALAAMNGRK |  | IMGKEVKVNW |  | ATTPSSQKKD |  | TSSSTVVSTQ |
| RSQDHFHVFV |  | GDLSPEITTE |  | DIKAAFAPFG |  | RISDARVVKD |  | MATGKSKGYG |
| FVSFFNKWDA |  | ENAIQQMGGQ |  | WLGGRQIRTN |  | WATRKPPAPK |  | STYESNTKQL |
| SYDEVVNQSS |  | PSNCTVYCGG |  | VTSGLTEQLM |  | RQTFSPFGQI |  | MEIRVFPDKG |
| YSFVRFNSHE |  | SAAHAIVSVN |  | GTTIEGHVVK |  | CYWGKETLDM |  | INPVQQQNQI |
| GYPQPYGQWG |  | QWYGNAQQIG |  | QYMPNGWQVP |  | AYGMYGQAWN |  | QQGFNQTQSS |
| APWMGPNYGV |  | QPPQGQNGSM |  | LPNQPSGYRV |  | AGYETQ     |  |            |

A: Аланін

C: Цистеїн

D: Аспарагінова кислота

E: Глутамінова кислота

F: Фенілаланін

G: Гліцин

H: Гістидин

I: Ізолейцин

K: Лізин

L: Лейцин

M: Метіонін

N: Аспарагін

P: Пролін

Q: Глутамін

R: Аргінін

S: Серин

T: Треонін

V: Валін

W: Триптофан

Задіяний у таких біологічних процесах як апоптоз, ацетиляція, альтернативний сплайсинг. 
Білок має сайт для зв'язування з РНК. 
Локалізований у ядрі.